# Nico Monien
Nico Monien (ur. 8 kwietnia 1990 w Berlinie) – niemiecki kierowca wyścigowy.

## Kariera
Monien rozpoczął karierę w wyścigach samochodowych w roku 2008, od startów w Formule ADAC Masters. Wygrał tu w dwóch wyścigach, a sześciokrotnie stawał na podium. Dorobek 141 punktów pozwolił mu zdobyć tytuł wicemistrzowski serii. Rok później przeniósł się do Niemieckiej Formuły 3 oraz Formuły 3 Euro Series. Podczas gdy w Euro Series wystartował gościnnie w dwóch wyścigach z ekipą Mücke Motorsport, w niemieckiej edycji był piąty. W 2010 roku w Niemieckiej Formuły 3 został sklasyfikowany na 14 miejscu w klasyfikacji generalnej.

## Statystyki
| Sezon | Seria                 | Zespół            | Wyścigi | Zwycięstwa | PP | NO | Podium | Punkty | Pozycja |
| ----- | --------------------- | ----------------- | ------- | ---------- | -- | -- | ------ | ------ | ------- |
| 2008  | Formuła ADAC Masters  | URD Rennsport     | 16      | 2          | 2  | 3  | 6      | 141    | 2       |
| 2009  | ATS Formel 3 Cup      | Zettl Sportsline  | 18      | 1          | 0  | 1  | 6      | 61     | 5       |
| 2009  | Formuła 3 Euro Series | Mücke Motorsport  | 2       | 0          | 0  | 0  | 0      | 0      | NS†     |
| 2010  | ATS Formel 3 Cup      | Brandl Motorsport | 2       | 1          | 0  | 0  | 1      | 10     | 14      |

† – Monien nie był zaliczany do klasyfikacji.